# Usnea dasypoga
Espèce
Usnea dasypoga ou Usnea filipendula est une espèce de lichens filamenteux de la famille des Parmeliaceae.

## Description
Le thalle a de nombreuses ramifications parallèles entre elles, portant de nombreuses fibrilles. 

## Galerie
| |
| La Course des Esprits (Schleicherlaufen) de Telf est un carnaval qui met en scène des Wilden Männer aux vêtements intégralement recouverts de lichens barbus. |

|                                                                      |
| Même costume pour le bouffon dans le fastnacht souabe et alémanique. |

## Synonymes
- Usnea barbata sensu auct. brit. p.max.p. (à ne pas confondre avec Usnea barbata (L.) Weber ex F.H.Wigg)
- Usnea dasypoga var. fibrillosa (Motyka) Keissl.
- Usnea fibrillosa Motyka
- Usnea muricata Motyka